# Pholcophora mexcala
Espèce
Pholcophora mexcala est une espèce d'araignées aranéomorphes de la famille des Pholcidae.

## Distribution
Cette espèce est endémique du Guerrero au Mexique,.

## Description
Le mâle holotype mesure 3,5 mm.

## Étymologie
Son nom d'espèce lui a été donné en référence au lieu de sa découverte, Mexcala.

## Publication originale
- Gertsch, 1982 : The spider genera Pholcophora and Anopsicus (Araneae, Pholcidae) in North America, Central America and the West Indies. Association for Mexican Cave Studies Bulletin, no 8, p. 95-144.